# Piña (pan)

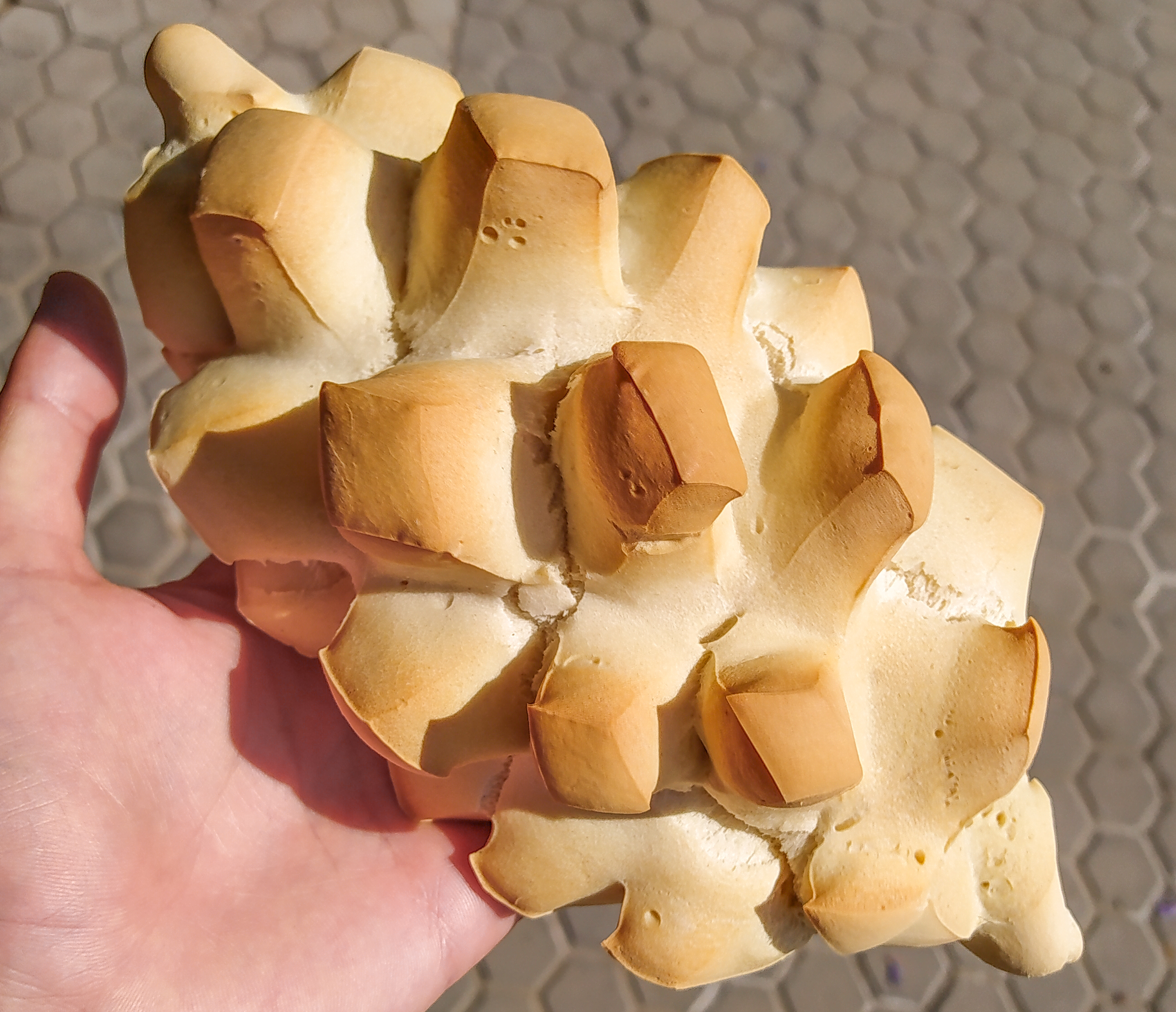
Picaíto en Sevilla.

La piña, también llamada cortadillo, picadilla o picaíto según el lugar, es un pan candeal típico de las dos Castillas, Andalucía y Extremadura, en España. Contiene harina panificable, agua, masa madre o levadura y sal. Su masa bregada se caracteriza por una baja hidratación y requiere de un amasado y refinado enérgicos. Antes de meterse en el horno, se le realizan cortes profundos (greñas) perpendiculares y en diagonal que le dan su característica forma similar a una piña. Además de ofrecer un aspecto visual atractivo, estos «picos» romboidales sirven para partir el pan sin necesidad de cuchillo. Las variaciones en la profundidad y forma de estas incisiones determinará notablemente el producto final; cada panadero posee su propia técnica y por lo tanto le agrega su toque personal. La piña no se recomienda para rebanar o para hacer bocatas, pero sí para acompañar almuerzos y cenas.
El autor y panadero Ibán Yarza, en su best-seller 100 recetas de pan de pueblo, recomienda hacer piñas con masa de hace varios días: «la clave está en no enhornar la pieza demasiado joven». Por lo tanto, es una receta idónea para aprovechar el excedente de masa.
Generalmente las piñas miden alrededor de 20-25 cm, aunque en áreas castellanas también son tradicionales las barras de piña. El picaíto o piña es uno de los panes clásicos de la reputada panadería de Alcalá de Guadaíra, en la provincia de Sevilla.